# Omanowiec
Omanowiec (Dittrichia Greuter) – rodzaj roślin z rodziny astrowatych. Obejmuje dwa gatunki występujące w basenie Morza Śródziemnego oraz w Azji Zachodniej (po Iran, Afganistan, Pakistan i północno-zachodnie Indie). Omanowiec wonny D. graveolens występuje w obrębie całego zasięgu rodzaju, a dodatkowo jako gatunek introdukowany zawleczony został do południowej Afryki, Australii, Nowej Zelandii, Ameryki Północnej i Południowej oraz rozprzestrzenia się w Europie ku północy, sięgając Wysp Brytyjskich, Niemiec i Polski. Omanowiec lepki D. viscosa występuje tylko w krajach basenu Morza Śródziemnego, na wschodzie sięgając do Syrii i Turcji, poza tym jako introdukowany rośnie w zachodniej Australii.
Omanowiec lepki wykorzystywany jest jako roślina lecznicza od czasów starożytnych. Nazwa naukowa rodzaju upamiętnia niemieckiego botanika Manfreda Dittricha (ur. 1934). Nazwa zwyczajowa w języku polskim została zaproponowana w 2017.

## Morfologia

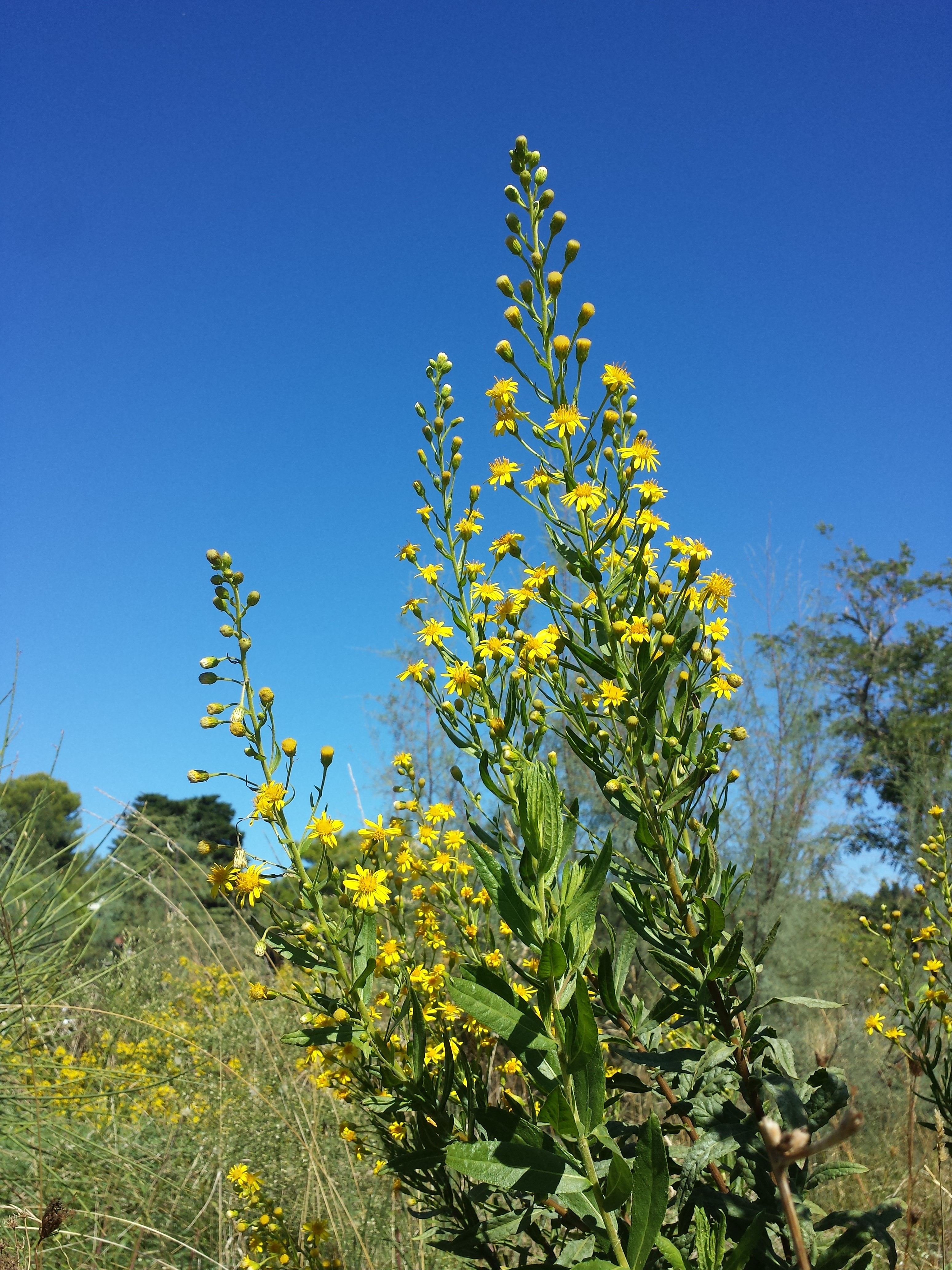
Omanowiec lepki

PokrójRoczne rośliny zielne (D. graveolens) i byliny o drewniejącej nasadzie (D. viscosa) osiągające 0,2–1,3 m wysokości, o pędach gęsto, gruczołowato owłosionych.
LiścieSkrętoległe, siedzące, w czasie kwitnienia tylko łodygowe (przyziemne szybko obumierają), całobrzegie do piłkowanych.
KwiatyZebrane w koszyczki, a te w groniaste i wiechowate kwiatostany złożone. Okrywy koszyczków dzwonkowate, o średnicy od 3 do ok. 10 mm, okryte trzema lub czterema rzędami listków o nierównej długości. Listki te są obłonione na brzegu i odgięte na zewnątrz u D.  graveolens lub całe zielone i stulone u D. viscosa. Dno kwiatostanowe płaskie i bez plewinek. Kwiaty języczkowe w liczbie od kilku do kilkunastu, żółte, po przekwitnieniu czerwieniejące, u D. viscosa wyraźnie widoczne, a u D. graveolens bardzo krótkie, niemal niewystające poza obręb okrywy. Kwiaty rurkowe w liczbie od 8 do ponad 20, także z koroną żółtą, z czasem czerwieniejącą.
OwoceNiełupki walcowate do eliptycznych zwieńczone pierścieniem trwałych włosków puchu kielichowego.

## Systematyka
Pozycja systematyczna
Rodzaj z plemienia Inuleae z podrodziny Asteroideae z rodziny astrowatych (Asteraceae). Jest blisko spokrewniony z rodzajem oman Inula.
Gatunki tu zaliczane opisywane były jako należące do rozmaitych rodzajów – Erigeron, Senecio, Solidago, Inula, Paniopsis, Pulicaria, Cupularia. Ostatnie z tych ujęć systematycznych było poprawne i zgodne ze współczesnym ujęciem rodzaju Dittrichia, ale jego autorzy – Grenier i Gordon niefortunnie użyli w 1851 roku nazwy wykorzystanej wcześniej w 1833 przez Johanna F. Linka. Nazwa rodzaju została skorygowana w 1973 przez Wernera R. Greutera. W niektórych ujęciach wyróżnianych w obrębie rodzaju jest 5 gatunków, w innych tylko dwa, przy czym wówczas w obrębie D. viscosa wyróżnia się cztery podgatunki.
Wykaz gatunków
- Dittrichia graveolens (L.) Greuter – omanowiec wonny[9][7]
- Dittrichia viscosa (L.) Greuter – omanowiec lepki[12]